# Fausto Romitelli

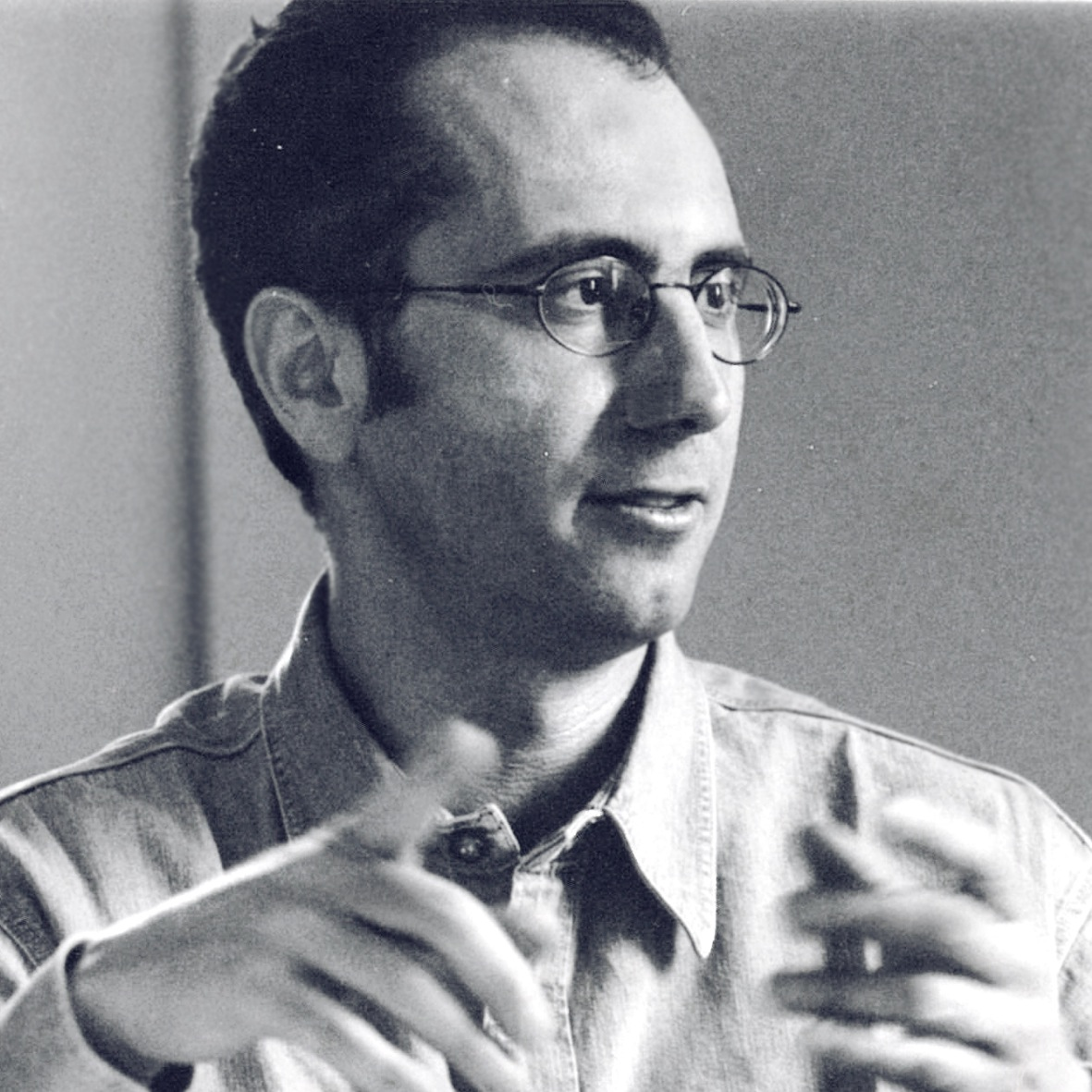
Fausto Romitelli

Fausto Romitelli (1 de febrero de 1963 - 27 de mayo de 2004) fue un compositor italiano. Estudió composición en el Conservatorio Giuseppe Verdi en Milán y tomó cursos tanto en la Accademia Chigiana de Siena, con Franco Donatoni, como en la Scuola Civica de Milán. Sus obras han sido interpretadas en festivales tales como el Festival d’Automne (Paris), Ultima Helsinki, Steirischen Herbst (Graz), Venice Biennale y el Darmstädter Ferienkurse. Su opera An Index of Metals (2003) ganó el Premio Franco Abbiati en el año 2004.
Murió en el año 2004, a los 41 años de edad, de cáncer.
- Datos: Q1398795
- Multimedia: Fausto Romitelli / Q1398795